# 317. strelska divizija (ZSSR)
317. strelska divizija (izvirno rusko 317. стрелковая дивизия; kratica 317. SD) je bila strelska divizija Rdeče armade v času druge svetovne vojne.

## Zgodovina
Divizija je bila ustanovljena avgusta 1941 v Bakuju in uničena maja 1942. Ponovno je bila ustanovljena avgusta 1942.